# Typ IX (Schiffstyp)
| Serie Lübbenau Typ IX        | Serie Lübbenau Typ IX                               |
| ---------------------------- | --------------------------------------------------- |
| Typ IX                       |                                                     |
| Technische Daten (Überblick) |                                                     |
| Werft:                       | VEB Warnowwerft, Warnemünde                         |
| Vermessung:                  | 8228 BRT / 4456 NRT                                 |
| Tragfähigkeit:               | 11.162 t (11.200 t)                                 |
| Länge über Alles:            | 151,57 m                                            |
| Länge zwischen den Loten:    | 138,00 m                                            |
| Breite:                      | 19,20 m                                             |
| Seitenhöhe:                  | 10,80 m                                             |
| Tiefgang:                    | 8,32 m                                              |
| Antrieb:                     | 1 × K7Z 70/120A 3 Dieselmotor auf 1 × Festpropeller |
| Gesamtleistung:              | 4303 kW                                             |
| Geschwindigkeit:             | 15 Knoten                                           |
| Besatzung:                   | 49 / 40                                             |

Die Frachtschiffsserie Typ IX, auch Serie Lübbenau genannt, war der erste Massengutfrachtschiffstyp in der Handelsflotte der Deutschen Demokratischen Republik.

## Geschichte

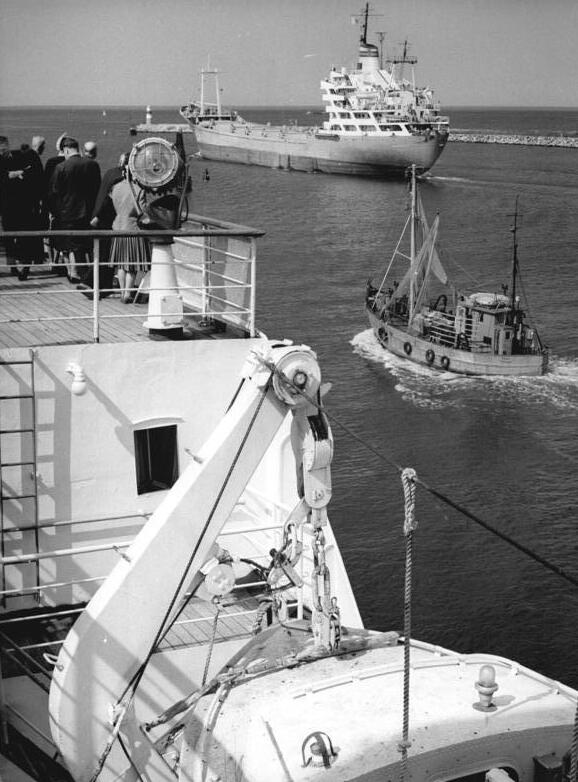
Auslaufendes Typ IX-Schiff

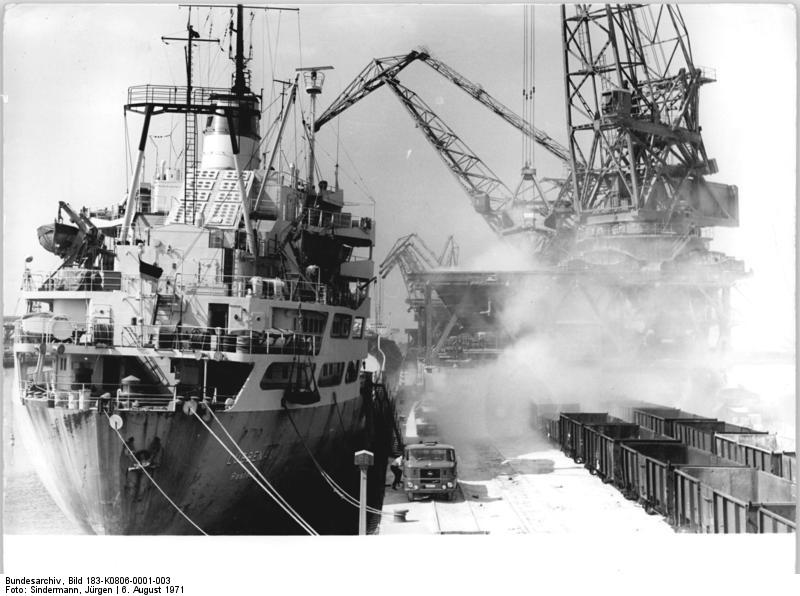
Blick auf das Hinterschiff der Lübbenau

Hergestellt wurde die Serie von 1961 bis 1963 in sechs Einheiten auf der Warnowwerft in Rostock. Eingesetzt wurden die Schiffe vorwiegend in der Erz- und Trampfahrt. So zum Beispiel in der Murmansk-Rostock Apatitfahrt.
Erstes Schiff und Namensgeber der Serie war die am 30. Dezember 1961 an die Deutsche Seereederei übergebene Lübbenau mit der Baunummer 501. Die in Rostock beheimatete Lübbenau wurde bis 1985 betrieben und ab dem 18. Dezember 1985 in Porto Alegre abgebrochen. Letztes Schiff der Serie war die am 21. Juli 1963 übergebene Vockerode mit der Baunummer 506. Die Vockerode wurde erstmals 1986 in Rode umbenannt  und ab dem 23. Juni 1986 in Rio Grande abgebrochen.

## Technik
Angetrieben wurden die Schiffe von einem in MAN-Lizenz gefertigten 4303 kW Zweitakt-Dieselmotor des Typs K7Z 70/120A 3 des Herstellers VEB Dieselmotorenwerk Rostock, der direkt auf einen Festpropeller mit 5,10 m Durchmesser wirkt.
Die eisverstärkten Rümpfe waren in kombinierter Querspanten- und Längsspantenbauweise konstruiert und in Sektionsbauweise zusammengefügt.
Die ersten drei Schiffe der Serie verfügten über sechs Aufbaudecks und wurden daher auch zur Ausbildung genutzt. Die drei Folgebauten hatten fünf Aufbaudecks.
Die sieben Laderäume mit einem Rauminhalt von 13.874 m3 wurden mit auf Haspeln angebrachten Stahlrolldeckeln des Systems Wenzel/Bauer der Warnowwerft seefest verschlossen. Die sich abwechselnden vier kurzen und drei langen Laderäume sind durch im oberen Laderaumquerschnitt angeordnete Seitentanks selbstrimmend ausgelegt. Bei der Erzfahrt werden nur die vier kurzen Luken verwendet.